# 塔耶皮耶
塔耶皮耶（法語：Taillepied，法語發音：[tajpje]）是法国芒什省的一个市镇，属于瑟堡区。

## 地理
塔耶皮耶（49°22'21"N, 1°34'56"W）面积2.15 平方千米，位于法国诺曼底大区芒什省，该省份为法国西北部沿海省份，西、北、东北三面环大西洋，东起顺时针与卡爾瓦多斯省、奧恩省、马耶讷省和伊勒-维莱讷省接壤。
与塔耶皮耶接壤的市镇（或旧市镇、城区）包括：圣索沃尔勒维孔特、贝讷维尔、卡特维尔、博蒙地区讷维尔。

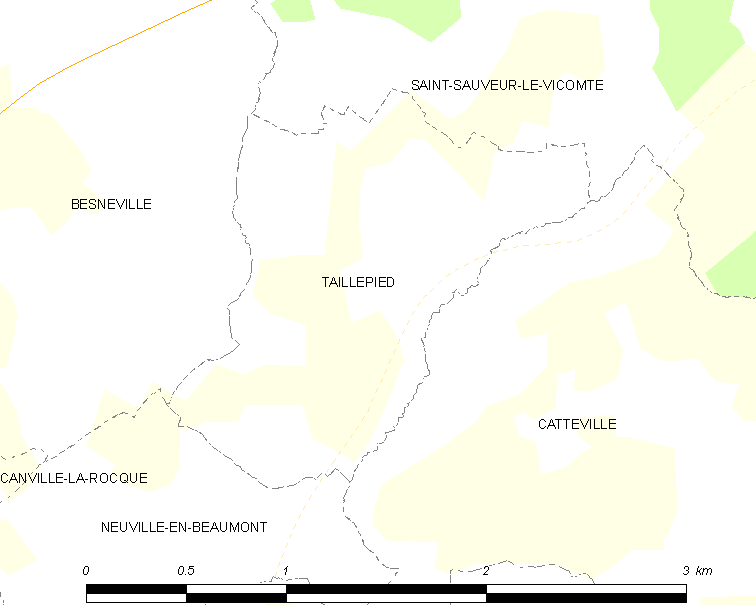
塔耶皮耶的OSM定位图

塔耶皮耶的时区为UTC+01:00、UTC+02:00（夏令时）。

## 行政
塔耶皮耶的邮政编码为50390，INSEE市镇编码为50587。

## 政治
塔耶皮耶所属的省级选区为科唐坦地区布里克贝克县。

## 人口

1962-2008年间塔耶皮耶人口变化图示

塔耶皮耶于2022年1月1日时的人口数量为17人。